# Lagergemüse
Als Lagergemüse bezeichnet man verschiedene Gruppen von Gemüsearten.
Unter dem Begriff fasst man Kohlgemüse, Wurzelgemüse, Knollengemüse und Zwiebelgemüse zusammen. Typische Lagergemüse-Sorten sind u. a.
- Zwiebeln
- Möhren
- Kartoffeln
- Knollensellerie
- Kürbis
- Weißkohl
- Rotkohl
- Meerrettich
- weißer Rettich
- Rote Bete
- Yacon

Um Gemüse einlagern zu können, muss es unversehrt sein. Ist das Gemüse von Schädlingen befallen oder einer Krankheit oder auch einfach beschädigt oder stark schmutzig, wird die Lagerfähigkeit stark herabgesetzt. Im schlimmsten Falle kann das Lagergemüse verfaulen.